# Windsor Express
Windsor Express es un equipo de baloncesto canadiense que juega en la NBL Canadá, la primera competición profesional de su país. Tiene su sede en la ciudad de Windsor, Ontario, y disputa sus partidos como local en el WFCU Centre, con capacidad para 11.093 espectadores.

## Historia
El 28 de junio de 2012, la NBL anunció que había llegado a un acuerdo de expansión en su segunda temporada con el nuevo equipo de los Windsor Express. Ya en su primera temporada alcanzó las semifinales de la competición, y en 2014 se hicieron con su primer título de campeones, tras derrotar en las finales a los Island Storm por 4-3.
Al año siguiente repetirían título, con el mismo marcador en las finales, 4-3, derrotando en esta ocasión a los Halifax Rainmen.

## Temporadas
| Año     | Liga | Temp. Regular | Playoffs              |
| ------- | ---- | ------------- | --------------------- |
| 2012-13 | NBL  | 3º            | Pierde en semifinales |
| 2013-14 | NBL  | 1º            | Campeones             |
| 2014-15 | NBL  | 1º, Central   | Campeones             |
| 2015-16 | NBL  | 2º, Central   |                       |